# Namir Noor-Eldeen
O jornalista Namir Noor-Eldeen, morto por um ataque aéreo dos Estados Unidos em 2007.
Namir Noor-Eldeen (1 de setembro de 1984 – 12 de julho de 2007) foi um jornalista iraquiano.
Foi morto junto com seu assistente Saeed Chmagh e outros colegas, pela força aérea americana em Bagdá, Iraque.